# Gare de Couzon-au-Mont-d’Or
Gare de Couzon-au-Mont-d’Or – stacja kolejowa w Couzon-au-Mont-d’Or, w departamencie Rodan, w regionie Owernia-Rodan-Alpy, we Francji.
Jest stacją Société nationale des chemins de fer français (SNCF), obsługiwaną przez pociągi TER Rhône-Alpes.